# Laura Stoica
Laura Stoica, właśc. Adriana-Laurenţia Stoica (ur. 10 października 1967, zm. 9 marca 2006 w Sinești) – rumuńska piosenkarka, kompozytorka i aktorka.

## Życiorys
W 1986 ukończyła studia na akademii muzycznej w Târgoviște, w klasie Emila Niculescu. W roku 2000 ukończyła studia aktorskie na wydziale dramatu Uniwersytetu Ekologicznego w Bukareszcie.
Udział w konkursach wokalnych dla młodych wokalistów przyniósł jej w 1989 roczny kontrakt w teatrze im. Toma Caragiu w Ploeszti. Rok później zadebiutowała na festiwalu w Mamai, śpiewając utwór Un actor grăbit – kompozycję Bogdana Cristinoiu. Piosenka stała się największym sukcesem fonograficznym 1990 roku, a Stoica została uznana za najlepszą rockową piosenkarkę rumuńską. W 1994 wydała swój debiutancki album Focul (tłum. ogień), a trzy lata później kolejny – Nici o stea (tłum. żadnej gwiazdy).
Zginęła w wypadku samochodowym, razem ze swoim narzeczonym Cristianem Mărgescu. Pochowana na cmentarzu Bellu w Bukareszcie. Jej imię nosi festiwal dla młodych talentów, którego pierwsza edycja miała miejsce w 2007.

## Dyskografia
- 1992: Un actor grăbit
- 1994: Focul (ponownie opublikowane w 2008)
- 1997: ...Nici o stea (ponownie opublikowane w 1999 i 2006)
- 2000: Vino (opublikowane w 2009)
- 2005: S-a schimbat
- 2007: Dă, Doamne, cântec
- 2007: Laura Stoica - Ediție specială (DVD)
- 2008: Muzică de colecție, Vol. 62 - Laura Stoica (opublikowane z gazeta Jurnalul Național)
- 2009: Colecția de aur (3 zestaw CD, zawierać Focul, ...Nici o stea, i Dă, Doamne, cântec)